# Love Is on My Side
A Love Is on My Side (magyarul: A szerelem az én oldalamon áll) a The Black Mamba portugál együttes dala, mellyel Portugáliát képviseli a 2021-es Eurovíziós Dalfesztiválon Rotterdamban. A dal 2021. március 6-án, a portugál nemzeti döntőben, a Festival da Cançãoban megszerzett győzelemmel érdemelte ki a dalversenyen való indulás jogát.

## Eurovíziós Dalfesztivál
2021. január 20-án vált hivatalossá, hogy az együttes alábbi dala is bekerült a Festival da Canção elnevezésű nemzeti döntő mezőnyébe. A dal hivatalosan ugyanezen a napon jelent meg a válogatóműsor YouTube csatornáján. A február 20-án megrendezett elődöntőből sikeresen továbbjutottak a március 6-án megrendezett döntőbe, ahol a nézők és a szakmai zsűri az alábbi dalt választották ki, amellyel képviselik hazájukat az elkövetkezendő Eurovíziós Dalfesztiválon.
Az Eurovíziós Dalfesztiválon a dalt először a május 20-án rendezett második elődöntőben adják elő, a fellépési sorrendben tizenkettedikként, az albán Anxhela Peristeri Karma című dala után és a bolgár VICTORIA Growing Up Is Getting Old című dala előtt.
A dal egy nőről szól, akivel az együttes frontembere Amszterdamban találkozott. Prostituáltként dolgozott és drogokat fogyasztott, de mindig hitt magában, hogy le tud szokni, meg tud változni.